# أنتي بافليتش
أنتي بافليتش (بالكرواتية: Ante Pavelić) (بالكرواتية: Ante Pavelić)‏ (14 يوليو 1889 - 28 ديسمبر 1959) سياسي وثوري كرواتي أصبح حاكما لدولة كرواتيا المستقلة الموالية لألمانيا النازية وإيطاليا الفاشية.
عمل بافليتش في المحاماة ثم أصبح نائبا في البرلمان اليوغسلافي عرف بمعتقداته القومية لاسيما تلك المتعلقة باستقلال كروتيا. ظل عضوا في البرلمان اليوغسلافي للفترة من 1927 حتى 1929 وخلالها نادى باستقلال كرواتيا ودعا الكروات للقيام بثورة مسلحة ضد يوغسلافيا.
في 6 يناير 1929 أطاح الملك ألكسندر الأول بالبرلمان اليوغسلافي وتولى مباشرة اختصاصاته. هرب بافلتش إلى إيطاليا حيث اسس الحركة الثورية الكرواتية باسم اوستاشا. كانت هذه الحركة في الأساس حركة وطنية كرواتية تهدف إلى خلق كرواتيا الكبرى المستقلة بواسطة الكفاح المسلح. وفي أكتوبر 1934 خطط لاغتيال الملك الكسندر الأول فسجن في إيطاليا حتى عام 1936.
عند احتلال دول المحور ليوغسلافيا في أبريل 1941 أعلن سلافكو كفاتيرنك استقلال كرواتيا تحت اسم بوغلافنك أصبح بافليتش رئيسا للدولة وسيطر بصورة مطلقة على الدولة واسس نظام حكم شبيه بالحكم النازي في ألمانيا والحكم الفاشي في إيطاليا. وبعد الحرب هرب إلى الأرجنتين وبقي ناشطا سياسيا. اصيب بمحاولة اغتيال عام 1957 قامت بها شعبة الأمن القومي اليوغسلافية فهرب إلى إسبانيا حيث توفي من جراحه في 28 ديسمبر 1959.

## النشأة
ولد بافليتش في قرية صغيرة في باردينا على سفوح جبل ايفان شمال كونجك، تبعد تقريبا 15 كيلو متر جنوب هادزيجي التي كانت جزء من الإمبراطورية النمساوية المجرية. كان والداه قد انتقلوا إلى الجزء النمساوي المجري من البوسنة والهرسك في قرية كريفي بوت من الجزء الأوسط لهضبة فيلبت في ليكا الجنوبية (اليوم كرواتيا). ثم انتقل والداه بحثا عن العمل إلى قرية جازيرو Jezero خارج جاجسي Jajce حيث درس بافلتش عند الكتاب المسلمين وفيها استمع إلى التعاليم الإسلامية والدروس الدينية التي اثرت على تصرفاته تجاه المسلمين في البوسنة. ثم درس في مدرسة جيسوت Jesuit الابتدائية. كانت لنشأته في مجتمع ذو غالبة إسلامية اثر كبير على شخصيته واتجاهاته السياسية مستقبلا.
واجهته مشاكل صحية اثرت على دراسته في عام 1905. مما اضطره إلى العمل في خطوط السكة الحديد في Sarajevo and Višegrad لفترة ثم عاود دراسته في زغرب والتي كانت مسقط راس اخوه الأكبر، وهناك التحق بالمدرسة الثانوية حيث فشل باكمال السنة الرابعة مما تطلب منه إعادة الامتحانات. وقد انضم في هذه الفترة إلى حزب الحقوق Pure Party of Rights كما التحق بمنظمة طلابية اسمها فاركوكوفجي Frankovci students' organization الذي اسسه جوزف فرانك Josip Frank.
التحق بعد ذلك بثانوية سانج Senj حيث اكمل السنة الخامسة ثم عاودته المشاكل الصحية مما عرقل مسيرته الدراسية فعمل في السكك مرة ثانية في النمسا Istria قرب بوزيت Buzet. عاود دراسنه عام 1909 في كارلوفاك Karlovac حيث اكمل السنة السادسة ثم عاج ليكمل دراستة في السنة السابعة في سانج ليتخرج في زغرب عام 1910.
دخل كلية الحقوق في جامعة زغرب وفي نفس الوقت عمل كاتب محامي في شركة رئيس حزب الحقوق النقي Pure Party of Rights وتلقى شهادة الدكتوراه عام 1915.

## روابط خارجية
- أنتي بافليتش على موقع الموسوعة البريطانية (الإنجليزية)
- أنتي بافليتش على موقع مونزينجر (الألمانية)